# Itzhak Shum
Itzhak Shum (in ebraico יצחק שום‎?; Chișinău, 1º settembre 1948) è un allenatore di calcio ed ex calciatore israeliano, di ruolo centrocampista.

## Carriera

### Giocatore
Da calciatore ha trascorso la sua intera carriera nel club israeliano dell'Hapoel Kfar Saba, con cui vinse il titolo nazionale nella stagione 1981-1982 e la Coppa di Israele nel 1974-1975 e nel 1979-1980.
In nazionale, Shum ha collezionato 76 presenze e 9 gol, partecipando tra l'altro ai mondiali di calcio in Messico nel 1970 e ai tornei olimpici di Città del Messico 1968 e Montreal 1976.

### Allenatore
La carriera da allenatore ha avuto inizio proprio nell'Hapoel Kfar Saba nel 2001-2002, passando poi nella stagione seguente al Maccabi Haifa, al posto di Avraham Grant, divenuto commissario tecnico della nazionale israeliana. Shum porta il Maccabi Haifa (che elimina al secondo e al terzo turno preliminare di Champions League rispettivamente i bielorussi del Belshina e gli austriaci dello Sturm Graz) alla fase a gironi della competizione, prima squadra israeliana a cogliere tale risultato. Inserito nel gruppo F contro Manchester United, Bayer Leverkusen e Olympiakos, il Maccabi Haifa giunge terzo davanti ai greci, così qualificandosi ai sedicesimi di finale di Coppa UEFA. Qui il Maccabi Haifa è, però, eliminato dall'AEK Atene (0-4 ad Atene e 1-4 ad Haifa).
In campionato il Maccabi Haifa conclude la stagione a pari punti con il Maccabi Tel Aviv, ma il titolo va a quest'ultima, grazie alla miglior differenza reti.
A fine stagione, Shum si trasferisce ai greci del Panathīnaïkos, che si aggiudica sia il titolo nazionale che la Coppa di Grecia.
Nella stagione seguente, l'allenatore israeliano passa ai bulgari del Litex Loveč, che allena per la prima parte del campionato, per poi concludere la stagione sulla panchina dell'Alania Vladikavkaz, in Russia.
Nel 2006 fa ritorno in patria, all'Hapoel Tel Aviv, anche in tal caso per sostituire un allenatore chiamato sulla panchina della nazionale, Dror Kashtan: la stagione si conclude con la vittoria della Coppa di Stato.
Tra il 2007 e il 2010 è tecnico del Beitar Gerusalemme, con cui vince il campionato 2007-2008.
Il 21 ottobre 2010 diviene allenatore dei ciprioti dell'Alki Larnaca, subentrando alla nona giornata del campionato al dimissionario Marios Constantinou. La stagione termina con la salvezza per la squadra di Larnaca.

## Statistiche

### Statistiche da allenatore
| Stagione                  | Squadra                   | Campionato                | Campionato | Campionato | Campionato | Campionato | Coppe nazionali | Coppe nazionali | Coppe nazionali | Coppe nazionali | Coppe nazionali | Coppe continentali | Coppe continentali | Coppe continentali | Coppe continentali | Coppe continentali | Altre coppe | Altre coppe | Altre coppe | Altre coppe | Altre coppe | Totale | Totale | Totale | Totale | % Vittorie | Piazzamento |
| Stagione                  | Squadra                   | Comp                      | G          | V          | N          | P          | Comp            | G               | V               | N               | P               | Comp               | G                  | V                  | N                  | P                  | Comp        | G           | V           | N           | P           | G      | V      | N      | P      | %          | Piazzamento |
| ------------------------- | ------------------------- | ------------------------- | ---------- | ---------- | ---------- | ---------- | --------------- | --------------- | --------------- | --------------- | --------------- | ------------------ | ------------------ | ------------------ | ------------------ | ------------------ | ----------- | ----------- | ----------- | ----------- | ----------- | ------ | ------ | ------ | ------ | ---------- | ----------- |
| 1983-1984                 | Hapoel Kfar Saba          | LA                        | 30         | 14         | 10         | 6          | CI              | 1               | 0               | 0               | 1               | -                  | -                  | -                  | -                  | -                  | -           | -           | -           | -           | -           | 31     | 14     | 10     | 7      | 45,16      | 2º (prom.)  |
| 1984-1985                 | Hapoel Kfar Saba          | LL                        | 30         | 6          | 15         | 9          | CI+CdL          | 4+6             | 3+1             | 0+4             | 1+1             | -                  | -                  | -                  | -                  | -                  | -           | -           | -           | -           | -           | 40     | 10     | 19     | 11     | 25,00      | 11º         |
| 1985-1986                 | Maccabi Sha'arayim        | LL                        | 30         | 4          | 10         | 16         | CI+CdL          | 1+6             | 0+0             | 0+3             | 1+3             | -                  | -                  | -                  | -                  | -                  | -           | -           | -           | -           | -           | 38     | 4      | 13     | 20     | 10,53      | 16º (retr.) |
| 1987-1988                 | Beitar Tel Aviv           | LL                        | 33         | 9          | 13         | 11         | CI+CdL          | 4+6             | 2+2             | 1+1             | 1+3             | -                  | -                  | -                  | -                  | -                  | -           | -           | -           | -           | -           | 43     | 13     | 15     | 15     | 30,23      | 7º          |
| 1988-1989                 | Beitar Tel Aviv           | LL                        | 31         | 13         | 9          | 9          | CI+CdL          | 6+?             | 2+?             | 3+?             | 1+?             | -                  | -                  | -                  | -                  | -                  | -           | -           | -           | -           | -           | 37     | 15     | 12     | 10     | 40,54      | 4º          |
| 1989-1990                 | Beitar Tel Aviv           | LL                        | 32         | 10         | 8          | 14         | CI+CdL          | 1+?             | 0+?             | 0+?             | 1+?             | Int.               | 6                  | 1                  | 1                  | 4                  | LC          | 2           | 1           | 0           | 1           | 41     | 12     | 9      | 20     | 29,27      | 5º          |
| 1990-1991                 | Beitar Tel Aviv           | LL                        | 32         | 14         | 8          | 10         | CI+CdL          | 5+?             | 3+?             | 1+?             | 1+?             | -                  | -                  | -                  | -                  | -                  | -           | -           | -           | -           | -           | 37     | 17     | 9      | 11     | 45,95      | 3º          |
| 1991-1992                 | Beitar Tel Aviv           | LL                        | 32         | 11         | 6          | 15         | CI+CdL          | 6+6             | 5+3             | 0+0             | 1+3             | -                  | -                  | -                  | -                  | -                  | -           | -           | -           | -           | -           | 44     | 19     | 6      | 19     | 43,18      | 5º          |
| Totale Beitar Tel Aviv    | Totale Beitar Tel Aviv    | Totale Beitar Tel Aviv    | 160        | 57         | 44         | 59         |                 | 34              | 17              | 6               | 11              |                    | 6                  | 1                  | 1                  | 4                  |             | 2           | 1           | 0           | 1           | 202    | 76     | 51     | 75     | 37,62      |             |
| 2001-2002                 | Hapoel Kfar Saba          | LL                        | 33         | 18         | 9          | 6          | CI+CdL          | 1+4             | 0+1             | 0+2             | 1+1             | -                  | -                  | -                  | -                  | -                  | -           | -           | -           | -           | -           | 38     | 19     | 11     | 8      | 50,00      | 1º (prom.)  |
| 2002-2003                 | Maccabi Haifa             | Lh                        | 33         | 21         | 6          | 6          | CI+CdL          | 4+13            | 3+10            | 0+0             | 1+3             | UCL+CU             | 10+2               | 5+0                | 2+0                | 3+2                | -           | -           | -           | -           | -           | 62     | 39     | 8      | 15     | 62,90      | 2º          |
| 2003-2004                 | Panathīnaïkos             | AE                        | 30         | 24         | 5          | 1          | CG              | 9               | 6               | 3               | 0               | UCL+CU             | 6+2                | 1+0                | 1+1                | 4+1                | -           | -           | -           | -           | -           | 47     | 31     | 10     | 6      | 65,96      | 1º          |
| set.-ott. 2004            | Panathīnaïkos             | AE                        | 3          | 3          | 0          | 0          | CG              | 1               | 1               | 0               | 0               | UCL                | 2                  | 1                  | 0                  | 1                  | -           | -           | -           | -           | -           | 6      | 5      | 0      | 1      | 83,33      | Dimis.      |
| Totale Panathīnaïkos      | Totale Panathīnaïkos      | Totale Panathīnaïkos      | 33         | 27         | 5          | 1          |                 | 10              | 7               | 3               | 0               |                    | 10                 | 2                  | 2                  | 6                  |             | -           | -           | -           | -           | 53     | 36     | 10     | 7      | 67,92      |             |
| nov. 2004-2005            | Liteks Loveč              | A-PFG                     | 17         | 9          | 3          | 5          | CB              | -               | -               | -               | -               | -                  | -                  | -                  | -                  | -                  | -           | -           | -           | -           |             | 17     | 9      | 3      | 5      | 52,94      | Sub. 4º     |
| lug.-set. 2005            | Alanija Vladikavkaz       | PL                        | 10         | 1          | 3          | 6          | KR              | 2               | 1               | 0               | 1               | -                  | -                  | -                  | -                  | -                  | -           | -           | -           | -           | -           | 12     | 2      | 3      | 7      | 16,67      | Sub. eson.  |
| 2006-feb. 2007            | Hapoel Tel Aviv           | Lh                        | 19         | 9          | 5          | 5          | CI+CdL          | 0+10            | 0+3             | 0+5             | 0+2             | CU                 | 8                  | 4                  | 2                  | 2                  | -           | -           | -           | -           | -           | 37     | 16     | 12     | 9      | 43,24      | Eson.       |
| 2007-2008                 | Beitar Gerusalemme        | Lh                        | 33         | 20         | 7          | 6          | CI+CdL          | 5+9             | 3+5             | 2+3             | 0+1             | UCL                | 2                  | 0                  | 1                  | 1                  | -           | -           | -           | -           | -           | 49     | 28     | 13     | 8      | 57,14      | 1°          |
| lug.-ago. 2008            | Beitar Gerusalemme        | Lh                        | 1          | 0          | 1          | 0          | CI+CdL          | 0+3             | 0+1             | 0+1             | 0+1             | UCL                | 2                  | 1                  | 0                  | 1                  | -           | -           | -           | -           | -           | 6      | 2      | 2      | 2      | 33,33      | Eson.       |
| 2009-feb. 2010            | Beitar Gerusalemme        | Lh                        | 23         | 8          | 6          | 9          | CI+CdL          | 1+9             | 1+7             | 0+1             | 0+1             | -                  | -                  | -                  | -                  | -                  | -           | -           | -           | -           | -           | 33     | 16     | 7      | 10     | 48,48      | Eson.       |
| Totale Beitar Gerusalemme | Totale Beitar Gerusalemme | Totale Beitar Gerusalemme | 57         | 28         | 14         | 15         |                 | 27              | 17              | 7               | 3               |                    | 4                  | 1                  | 1                  | 2                  |             | -           | -           | -           | -           | 88     | 46     | 22     | 20     | 52,27      |             |
| ott. 2010-2011            | Alkī Larnaca              | A                         | 26         | 9          | 6          | 11         | CC              | 6               | 5               | 0               | 1               | -                  | -                  | -                  | -                  | -                  | -           | -           | -           | -           | -           | 32     | 14     | 6      | 12     | 43,75      | Sub. 10º    |
| apr.-mag. 2018            | Hapoel Kfar Saba          | LL                        | 3          | 1          | 0          | 2          | CI+CdL          | -               | -               | -               | -               | -                  | -                  | -                  | -                  | -                  | -           | -           | -           | -           | -           | 3      | 1      | 0      | 2      | 33,33      | Interim     |
| Totale Hapoel Kfar Saba   | Totale Hapoel Kfar Saba   | Totale Hapoel Kfar Saba   | 96         | 39         | 34         | 23         |                 | 16              | 5               | 6               | 5               |                    | -                  | -                  | -                  | -                  |             | -           | -           | -           | -           | 112    | 44     | 40     | 28     | 39,29      |             |
| Totale carriera           | Totale carriera           | Totale carriera           | 481        | 204        | 130        | 147        |                 | 129             | 68              | 30              | 31              |                    | 40                 | 13                 | 8                  | 19                 |             | 2           | 1           | 0           | 1           | 652    | 286    | 168    | 198    | 43,87      |             |

## Palmarès

### Giocatore
- Campionato israeliano: 1

Hapoel Kfar Saba: 1981-1982
- Coppa di Stato: 2

Hapoel Kfar Saba: 1974-1975, 1979-1980

### Allenatore
- Liga Leumit: 1

Hapoel Kfar Saba: 2001-2002
- Campionato israeliano: 1

Beitar Gerusalemme: 2007-2008
- Coppa di Stato: 1

Beitar Gerusalemme: 2007-2008
- Campionato greco: 1

Panathinaikos: 2003-2004
- Coppa di Grecia: 1

Panathinaikos: 2003-2004
- Coppa di Lega israeliana: 2

Maccabi Haifa: 2002-2003
Beitar Gerusalemme: 2009-2010